# Mexobisium dominicanum
Mexobisium dominicanum es una especie de arácnido del orden Pseudoscorpionida de la familia Bochicidae.

## Distribución geográfica
Se encuentra en República Dominicana.